# ذبیح‌الله خدائیان
ذبیح‌الله خدائیان(چگنی) (زادهٔ ۲ فروردین ۱۳۴۲) حقوقدان، سیاستمدار و مدرس دانشگاه است که هم‌اکنون رئیس سازمان بازرسی کل کشور است. وی پیش از این سخنگوی قوه قضائیه نیز بوده است.

## زندگی
وی در فروردین سال ۱۳۴۲ در شهرستان چگنی استان لرستان در خانواده‌ای کشاورز بدنیا آمد و تا دوران دبیرستان در آنجا زندگی می‌کرد و پس از آن به همراه خانواده به خرم‌آباد مرکز استان لرستان مهاجرت کردند. به گفته ایشان در برنامه تلویزیونی دست خط، وی در دوران متوسطه از دانش آموزان برتر بوده و برخی از مقاطع تحصیلی از جمله سال دوم و سوم دبیرستان را به صورت جهشی در یک سال به اتمام رساند و پس از اخذ دیپلم اقتصاد اجتماعی، به لحاظ تعطیلی دانشگاه‌ها به علت انقلاب فرهنگی مدرک علوم اجتماعی را از مرکز تربیت معلم دریافت و در آموزش و پرورش مشغول بکار شد و پس از مدتی از دبیری به جبهه جنگ ایران و عراق رفتو پس از آن توانست در رشته حقوق دانشگاه تهران پذیرفته شود و پس از آن در رشته حقوق جزا و جرم‌شناسی در دانشگاه شهید بهشتی و پس از آن در رشته دکتری در همان رشته به تحصیل خود ادامه دادند. وی در سال ۱۳۷۲ در ۳۰ سالگی ازدواج کرد و حاصل این ازدواج سه فرزند (دو پسر و یک دختر) بود. به‌گفتهٔ ایشان پسر بزرگ وی ازدواج کرده و به‌همراه همسرش دندانپزشک هستند و دختر وی در رشته پزشکی در حال تحصیل است و پسر دیگرش محصل است.
علی هادی(چگنی) شوهر خواهر ایشان نیز از سال ۱۴۰۱ به عنوان معاون راهبردی سازمان بازرسی کل کشور منصوب شد.

## مسئولیت‌های قضائی
وی مدیریت را از سال ۱۳۸۵ به‌عنوان ریاست دادگستری استان لرستان شروع کرد سپس در سال ۱۳۸۹ به ریاست دادگستری استان فارس منصوب شد و پس از حدود سه سال در سال۱۳۹۲ رئیس وقت قوه قضائیه از ذبیح‌الله خدائیان رئیس کل دادگستری استان فارس به لحاظ عملکرد مثبت و اعتلای دادگستری این استان با اهداء لوح تقدیر تجلیل کرده و پس از آن در شهریور ماه ۱۳۹۳ ایشان به سمت معاونت حقوقی قوه قضائیه و در اردیبهشت ۱۳۹۸ به سمت رئیس سازمان ثبت اسناد و املاک کشور منصوب شد.
پس از انتصاب غلامحسین محسنی اژه‌ای به‌عنوان رئیس قوه قضائیه، در تاریخ ۳ شهریور ۱۴۰۰ طی حکمی با حفظ سمت ریاست سازمان ثبت اسناد و املاک کشور، به‌عنوان سخنگوی قوه قضائیه به‌مدت دو سال منصوب شد.
همچنین در تاریخ ۹ آبان ۱۴۰۰ با حکم غلامحسین محسنی اژه ای با حفظ سمت سخنگویی، به‌عنوان رئیس سازمان بازرسی کل کشور منصوب شد.

## رئیس سازمان بازرسی کل کشور
ذبیح‌الله خدائیان در تاریخ ۹ آبان ۱۴۰۰ با حکم غلامحسین محسنی اژه ای به‌عنوان رئیس سازمان بازرسی کل کشور منصوب شد.

## نماینده ایران در اجلاس سازمان جهانی مالکیت معنوی (WIPO)
سازمان جهانی مالکیت معنوی یکی از ۱۶ آژانس تخصصی سازمان ملل است و ذبیح‌الله خدائیان در مهر ماه سال ۹۸ به عنوان نماینده جمهوری اسلامی ایران در سخنرانی در اجلاس سالانه سازمان جهانی مالکیت معنوی (WIPO) بیان داشت: جمهوری اسلامی ایران در رتبه‌بندی شاخص‌های نوآوری جهانی، از سال ۲۰۱۴ تا کنون ۵۹ پله ارتقاء یافته و بر اساس شاخص‌های منتشره از سوی سازمان جهانی مالکیت معنوی بهبود قابل توجهی داشته‌است و در سیستم متغیر اقتصاد جهانی، مالکیت معنوی به سرعت تبدیل به یک عنصر اساسی برای تقویت توسعه اقتصادی، اجتماعی، تشویق نوآوری و خلاقیت و پیشرفت فناوری شده‌است. در عصری که مشکلات بیش از پیش جهانی شده‌اند، همکاری بین‌المللی و چندجانبه گرایی در چهارچوب سازمان‌های بین‌المللی ضروری است و جمهوری اسلامی ایران بر اساس نیازها و ملاحظات توسعه ای خود یک نظام قانونی، اداری و قضایی را برای تقویت احترام و حمایت از حقوق مالکیت معنوی مطابق با تعهدات بین‌المللی ایجاد نموده‌است و در همان حال استفاده از پتانسیل‌های مندرج در رژیم‌های بین‌المللی را در دستور کار دارد. علیرغم اقدامات قهری، یکجانبه و غیرانسانی علیه ملت بزرگ ایران اسلامی در قالب تحریم‌های اقتصادی و مالی که به درستی از آن به عنوان تروریسم اقتصادی یاد می‌شود همچنان قادر به تداوم توسعه پایدار خود از جمله در زمینه مالکیت معنوی بوده و هستیم. ارتقاء مستمر جایگاه ایران در رتبه‌بندی شاخص‌های نوآوری جهانی و ارتقاء ۵۹ پله ای از سال ۲۰۱۴ تا کنون به همراه بهبود وضعیت ایران در آمار شاخص‌های منتشره از سوی وایپو، نشانه‌های محکمی از اراده جمعی جمهوری اسلامی ایران برای فائق آمدن بر محدودیت‌های غیرانسانی و غیرقانونی تحمیل شده بر ایران از طریق تنوع بخشیدن به اقتصاد، توسعه نوآوری و اقتصاد دانش بنیان می‌باشد. وی آمادگی جمهوری اسلامی ایران جهت رایزنی در خصوص پیش نویس معاهده سازمان‌های پخش با هدف رفع اختلاف نظرات موجود و رسیدن به اجماع کشورها و همچنین میزبانی دفتر خارجی وایپو در ظرفیت ملی جهت حمایت از اختراعات، طرح‌های صنعتی و علائم تجاری را اعلام داشت. پنجاه و نهمین اجلاس مجمع عمومی سازمان جهانی مالکیت معنوی از هشتم لغایت شانزدهم مهرماه در مقر سازمان جهانی مالکیت معنوی (وایپو) در ژنو پایتخت سوئیس برگزار و نماینده جمهوری اسلامی ایران در حاشیه این اجلاس دیدارهای دو جانبه ای نیز با نمایندگان سایر کشورها برگزار می‌کند.

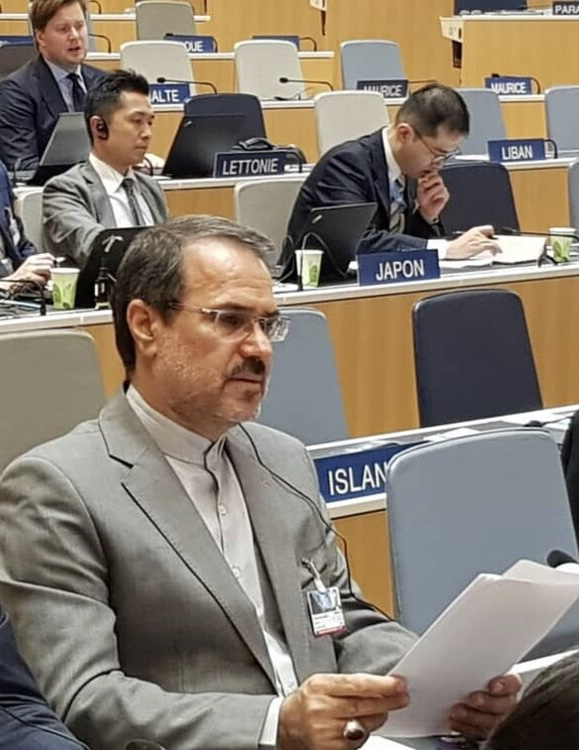
سخنرانی خدائیان در اجلاس سازمان جهانی مالکیت معنوی در ژنو

- ارتقا جایگاه ایران در سازمان جهانی مالکیت معنوی:

ذبیح‌الله خداییان که به منظور شرکت در اجلاس سازمان جهانی مالکیت معنوی در مهر ماه سال ۱۴۰۰ به ژنو مقر اصلی این سازمان سفر کرده بود از ارتقا جایگاه ایران در عرض یک سال در حوزه‌های مختلف مالکیت معنوی خبر داد و افزود ایران در حوزه مالکیت معنوی جز کشورهای برتر بوده و بر اساس آمار منتشره وایپو در سال گذشته در حوزه ثبت اظهارنامه علائم تجاری، طرح‌های صنعتی و اختراعات به ترتیب در رتبه‌های ۵، ۱۲، و ۲۰ جهان قرار داشته که به نسبت تولید ناخالص ملی و برابری قدرت خرید، موفقیت چشم‌گیری به‌شمار می‌رود.
- همچنین دارن تانگ رئیس سازمان جهانی مالکیت معنوی کسب رتبه‌های جهانی در یک سال گذشته توسط ایران در حوزه‌های مختلف مالکیت معنوی را تبریک گفت[۲۵]
- امکان دسترسی رایگان یا کم هزینه ایران به دیتابیس‌های تجاری جهانی جستجوی اختراعات:

همچنین وی در جلسه ای که با دارن تانگ رئیس سازمان جهانی مالکیت معنوی (وایپو) داشت از وایپو خواست تا امکان دسترسی رایگان یا کم هزینه ایران به دیتابیس‌های تجاری جستجوی اختراعات که در حال حاضر استفاده از آنها متضمن پرداخت هزینه است، برای مردم ایران فراهم گردد تا زمینه ارتقا کیفیت اختراعات ثبت شده و نیز تسریع در رسیدگی به اظهارنامه‌ها فراهم گردد.
- ایجاد دفتر نمایندگی خارجی وایپو برای منطقه خاورمیانه در ایران:

ذبیح‌الله خدائیان در حاشیه اجلاس سازمان جهانی مالکیت معنوی با معاون مدیرکل وایپو در بخش توسعه ملی و منطقه‌ای مذاکراتی را جهت همکاری‌های نزدیک وایپو با جمهوری اسلامی ایران در زمینه ایجاد دفتر خارجی وایپو در تهران با توجه به وجود زیرساخت‌ها و ظرفیت‌های ملی؛ پیگیری روند پیشرفت کار و اثربخشی پروژه تیسک؛ برگزاری مدارس تابستانه وایپو به زبان فارسی در منطقه با مرکزیت ایران داشتند.
- افزودن زبان فارسی به پایگاه داده پتنت اسکوپ (Patent Scope) به منظور تسهیل استفاده کاربران فارسی‌زبان سراسر دنیا:

مذاکرات جهت افزودن زبان فارسی به پایگاه داده پتنت اسکوپ (Patent Scope) به منظور تسهیل استفاده کاربران فارسی‌زبان سراسر دنیا از این سرویس و ارائه کمک‌های فنی وایپو به مرکز مالکیت معنوی جهت برگزاری دوره‌های آموزشی ویژه کارآفرینان، تولیدکنندگان و تجار در زمینه‌های مختلفی همچون تجاری سازی مالکیت‌های معنوی جهت ورود به بازارهای جهانی، برندسازی و تبلیغات از دیگر خواسته‌های معاون قوه قضائیه از مدیرکل وایپو بود.

## هفتمین سخنگوی قوه قضائیه
در تاریخ ۳ شهریور ۱۴۰۰ با حکم غلامحسین محسنی اژه‌ای ریاست قوه قضائیه به سمت سخنگوی قوه قضائیه منصوب شد.
نکته‌ای که در دوره سخنگویی او مشهود بود، اینکه از هرگونه حاشیه که در دوره‌های مختلف در قوه قضاییه همه شاهد آن بودند، خبری نبود. او در تاریخ ۲۰ اردیبهشت ۱۴۰۱ در آخرین جلسه سخنگویی خود اعلام کرد که به علت اینکه وظیفه ریاست سازمان بازرسی کل کشور که از مهمترین سازمان‌های نظارتی کشور است و نیاز به تمرکز کاری بالایی دارد، لذا از رئیس قوه قضاییه خواهش می‌کنم کسی دیگر عهده‌دار این منصب باشد و از سمت سخنگویی خود کناره‌گیری کرد.

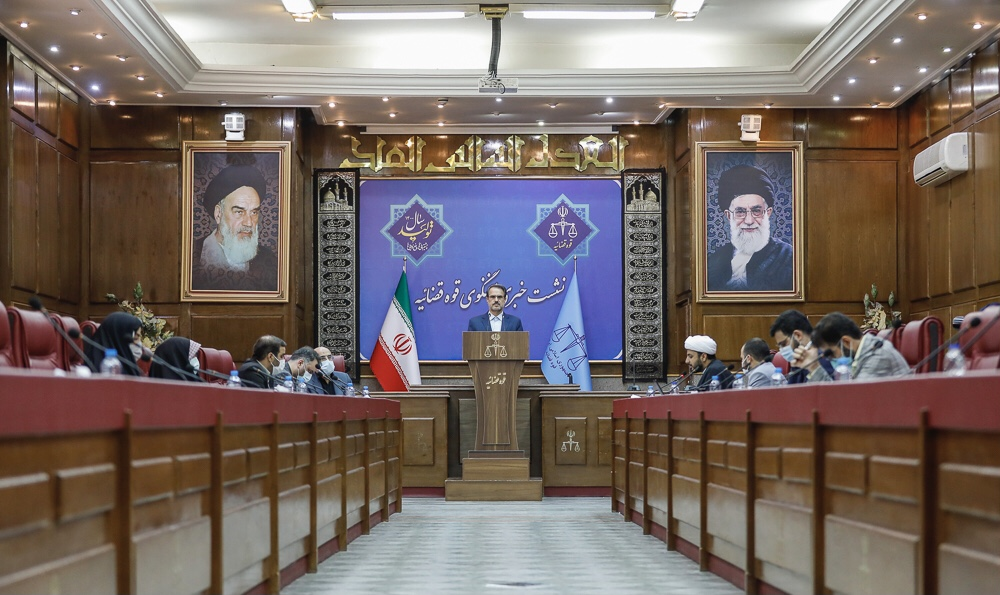
جلسه خداییان در سمت سخنگوی قوه قضاییه

## رئیس سازمان ثبت اسناد و املاک کشور
ذبیح‌الله خدائیان در اردیبهشت ماه ۱۳۹۸ با حکم سید ابراهیم رئیسی رئیس وقت قوه قضائیه، به سمت رئیس سازمان ثبت اسناد و املاک کشور منصوب شد. وی که در در بدو ورود تأکید بر اجرای طرح تحول قوه قضائیه و سازمان که به تأیید رهبر ایران رسیده بود را داشت که از مهمترین آنها می‌توان به موارد زیر اشاره نمود:
- مبارزه با فساد:

وی تا پایان سال ۱۳۹۹ به آمارهایی در زمینه اجرا طرح کاداستر در مدت مسئولیت خود اشاره کرد که بر این اساس آمارها تا پایان سال ۹۷، ۲۴ میلیون هکتار از ۱۳۴ میلیون هکتار تثبیت شده بود و از این میزان برای ۱۱ میلیون هکتار سند کاداستری صادر شده بود. در سال ۹۸، حدود ۹ میلیون هکتار تثبیت شد و ۸ میلیون و ۵۰۰ هکتار سند مالیکت صادر شد. در سال ۹۹، ۵۴ میلیون هکتار و چهار برابر و نیم چهل سال گذشته تثبیت صورت گرفته و ۴۷ میلیون هکتار سند مالیکت برای سازمان جنگل‌ها و مراتع صادر شده‌است که با وجود همه‌گیری کرونا، ولی با اقدامات جهادی رشد چشمگیری صورت گرفته‌است.
در مجموع ۸۷ میلیون هکتار از اراضی ملی و منابع طبیعی تثبیت شده‌است و برنامه‌ریزی کرده‌ایم تا در شش‌ماهه اول امسال، تثبیت اراضی ملی و منابع طبیعی را در کل کشور به اتمام برسانیم. البته برخی استان‌ها مثل استان یزد، تثبیت اراضی را تمام کرده یا در استان مازندران ۹۸ درصد تثبیت صورت گرفته‌است. همچنین در اجرای طرح کاداستر استان‌هایی، چون مازندران، گلستان، گیلان، البرز و تهران که بیشتر در معرض تجاوز هستند را در اولویت قرار داده‌ایم.
- ثبت شرکت‌ها و موسسات غیر تجاری:

پنجره‌های واحد در سراسر کشور تشکیل می‌شود.
- سید ابراهیم رئیسی در تیر ماه سال ۱۴۰۰ از ذبیح‌الله خدائیان رئیس سازمان ثبت اسناد و املاک کشور به عنوان سازمان برتر در استفاده بهینه از فناوری اطلاعات و انجام اقدامات مثبت در حوزه توسعه فعالیت‌های الکترونیکی در جهت تسهیل امور مردم، قدردانی کرد.[۳۳]

## معاون حقوقی قوه قضائیه
ایشان از شهریور ماه ۱۳۹۳ و به مدت پنج سال عهده‌دار معاونت حقوقی قوه قضائیه بود.
از جمله لوایح ابلاغ شده در دوره ایشان:
- لایحه حمایت از اطفال و نوجوانان.[۳۴]
- لایحه تأمین امنیت زنان در ایران یا منع خشونت علیه زنان.[۳۵]
- لایحه جامع اداری و استخدامی قوه قضائیه[۳۶]
- لایحه جامع مبارزه با فساد[۳۷]
- قانون تعزیرات
- اصلاح قانون آئین دادرسی کیفری
- قانون ثبت شرکت‌های تجاری
- لایحه نحوه اداره آپارتمان‌ها
- اصلاح قانون مبارزه با قاچاق انسان، اسلحه و مهمات[۳۸]